# ハッカローソン
ハッカローソンとは、株式会社ローソンが2013年8月19日に開催したアイデアソンと、2013年8月24日と25日に開催したハッカソンの総称である。「HackaLawson」「HackaLawson 2013」とも表記される。

## 内容
8月19日にはまず、ゲートシティ大崎イーストタワーのローソン本社で「アイデアソン」が行われ、参加者たちは新しいサービスについて考えたり話し合ったりした。アイデアソンには、ローソンの玉塚元一最高執行責任者も出席し「ローソンは、いろいろな可能性がある社会インフラだ」と語ったほか、ミーティングで「POS情報も出した方がいいだろう」と提案し、現場の協力を自ら取り付け、架空のPOS情報を参加者が活用可能なデータとして提供した。
8月24日と25日は渋谷ヒカリエで「ハッカソン」が実施された。ハッカソンでは、約60名のエンジニアやデザイナーたちが、「ローソンとできるソーシャルチェンジ」というコンセプトのもと、ローソンの提供する位置情報やソーシャルメディアデータAPI、ローソンキャラクターの画像・音声データ、架空のPOS情報を活用して、アプリを開発した。なお、アイデアソンとハッカソン両方に参加した者もいたが、片方にしか参加しなかった者もいた。
ハッカソン最終日には玉塚や社員を前に16のアイデアが発表され、「新規性」「有用性」「実現可能性」「デモの完成度」「各社とのシナジー」の観点から審査された。その結果、アプリ「クックローソン～彼の胃袋キャッチ（ハートマーク）物語～」を開発した4人組「ラフランス」がローソン賞を受賞。本アプリは、ローソンで販売している食品を入力すると、お勧めのレシピが提案されるというもので、上記の4人によってその後も開発されることになった。また、ローソン賞の副賞として、ローソンのメニュー「からあげクン」1年分（5個入り365個分相当のプリペイドカード）が贈呈された。
また、その他のアプリにも、下記の賞が授与された。
| 賞                                                       | アプリ名         |
| -------------------------------------------------------- | ---------------- |
| オープンストリートマップ・ファウンデーション・ジャパン賞 | BINGOSON!!!      |
| 東京証券取引所賞                                         | Socialawson      |
| ドワンゴコンテンツ賞                                     | おでんハンター   |
| 日本財団賞                                               | おでかけローソン |
| リクルートホールディングス メディアテクノロジーラボ賞    | 俺のローソン     |

## 評価
大内孝子は「ローソンがハッカソンを開いたというインパクトは大きく、具体的な新規サービスの開発というよりも、これは企業価値の向上につながったケースでしょう」と評している。また、ハッカローソンの担当者を務めた、ローソン広告販促企画部の白井明子マネジャーは、日本経済新聞のインタビューに対し、ハッカローソンの効果は「社内なら提案した時点でつぶされるような企画が、直接トップの耳に届いた」点だと述べた。なお、白井は「『企画が何個も浮かんだ』といって応募する人もいて、こうしたイベントに初めて参加する人が6割を占めたのが他のハッカソンイベントとの違い。ちょっと手を加えれば商品化できる内容が多かった」とも語っている。

また、菊池隆裕もハッカローソンについて以下のように評している。